# Tatai vadlúd sokadalom
A Tatai vadlúd sokadalom a Száz Völgy Természetvédelmi Egyesület, a Magyar Madártani és Természetvédelmi Egyesület Komárom-Esztergom Megyei Csoportja, és a Duna-Ipoly Nemzeti Parki Igazgatóság közös szervezésében megvalósuló országos természetvédelmi fesztivál. Magyarország egyik legnagyobb természetvédelmet népszerűsítő rendezvénye, melyet évente novemberben az utolsó szombati napon a tatai Öreg-tó partján rendeznek meg.

## Története
A Tatai vadlúd sokadalom 2001-ben az MME Komárom-Esztergom Megyei Csoportjának civil kezdeményezésre jött létre, és alapjaiban tér el a Magyarországon megrendezésre kerülő egyéb fesztiváloktól. A javarészt önkéntes munkából szerveződő nagyrendezvény sokkal inkább tekinthető egy fenntarthatósági természetvédelmi mintaprojektnek, mint egy hagyományos értelemben vett fesztiválnak. Mégis fesztivál és ünnep ez az egyre népszerűbb sokaknak a természet ünnepét jelentő rendezvény. A rendezvény szervezői minden évben igyekeznek a természetvédelem kalapjába összegyűjthető témákból és programokból a legkreatívabb egyveleget összeállítani.

## Helyszín
Madárvonulás testközelből- egy fesztivál hangulatával, ez a Tatai vadlúd sokadalom, melyhez minden évben Tata, a hangulatos barokk kisváros nyújt pazar hátteret. A rendezvény helyszínéül szolgáló tatai Öreg-tó partja Tata város központjától alig néhány perces sétával elérhető, és ezzel Európában egyedülálló módon a városba ékelődve nyújt pihenő-és éjszakázó helyet elsősorban az eurázsiai tundrák vidékéről érkező vadludak, és sok más vízimadár tízezrek számára az őszi-téli vonulásuk idején. A vadludak minden év novemberében visszatérnek, hogy a telet nálunk töltsék, és február végén, március elején visszainduljanak északi költőhelyeik felé. Ezek a madarak, és persze a sok más vízimadár tízezrei tették a tatai Öreg-tavat európai hírűvé. A 220 hektáros tatai Öreg- tavat Magyarország legrégebbi - csaknem 700 esztendős - mesterséges halastavaként tartják számon. 1989 óta a ramsari egyezmény által is védett élőhely. Különleges Madárvédelmi Terület (SPA terület), 2005-től pedig része az Európai Unió természetvédelmi-ökológiai hálózatának magyarországi alapját képező Natura 2000 hálózatnak.

## A rendezvény
A madárvonulás lenyűgöző látványossága a Tatai vadlúd sokadalom fő attrakciója, mely a köré szerveződő programokkal együtt a rendezvényt Magyarország legnagyobb látogatottságú természetvédelmi fesztiváljává teszi. A rendezvény alappillérei a reggeli és esti vadlúdhúzás megtekintése, a teleszkópos madármegfigyelés, a madárgyűrűzési bemutató, az országos madármegfigyelő verseny, a gyerekjátszóház, a tatai életkép festés, a különböző állatos bemutatók, a természeti témákat feldolgozó előadások, az általános iskoláknak kiírt vetélkedők, az esti csillagászat, és a helyi, illetve hazai termelők és kézművesek kirakodóvására, mind a Tatai vadlúd sokadalom azon alapelve mentén kerültek a rendezvény programkínálatába, mely szerint Magyarországon vannak értékek, és fontos megmutatni az embereknek ezeket, melyek közül a természeti értékek kiemelkedő jelentőségűek. Európán belül hazánk még zöld szigetnek számít, és a rendezvény szervezőinek hite szerint összefogással az is maradhat. Nem véletlen, hogy annak ellenére, hogy a Tatai vadlúd sokadalom nem egy profitorientált rendezvény, egyre többen támogatják ezt a valóban egyedülálló magyar kezdeményezést.

### magyar nyelven
- Száz Völgy Természetvédelmi Egyesület. szazvolgy.hu
- Magyar Madártani és Természetvédelmi Egyesület honlap. [2010. március 1-i dátummal az eredetiből archiválva]. (Hozzáférés: 2010. április 16.)
- VIII. Tatai vadlúd sokadalom. Tata Város Hivatalos Honlapja. [2010. január 3-i dátummal az eredetiből archiválva]. (Hozzáférés: 2010. április 16.)

### angol nyelven
- Tata Wild Goose Festival, Hungary. Discovering Alpine Birds